# Carbochimique
Carbochimique was een bedrijf te Tertre dat chemicaliën, met name kunstmest vervaardigde op basis van cokesovengas, dat werd betrokken van de nabijgelegen cokesfabriek Carcoke.

## Geschiedenis
Het bedrijf werd in 1928 opgericht vanuit de Société Générale en vanaf 1932 begon de productie. Op basis van cokesovengas werd ammoniak en salpeterzuur geproduceerd, zowel voor industriële toepassingen als voor kunstmest. Omstreeks 1970 ging men over op aardgas als grondstof.
In 1957 werd van het tot Staatsmijnen behorende Stamicarbon een licentie gekocht voor de productie van ureum. De productie, die 70 ton/dag bedroeg, werd omstreeks 2008 weer gestaakt.  Het Antwerps bedrijf "Pétrochim" was het eerste petrochemisch bedrijf van België, het werd rond 1956 gesticht door mensen van de Carbochimique de Tertre. 
In 1986 werd het bedrijf gekocht door het Finse Kemira, en in 2007 door de Noorse kunstmestproducent Yara. In 2008 volgde een herstructurering, waarbij 79 van de 345 medewerkers ontslagen werden. De productie van ureum en NPK-kunstmeststoffen werd beëindigd.

## Heden
Tegenwoordig produceert het bedrijf 420 kton ammoniak en 750 kton salpeterzuur voor industriële toepassingen, en daarnaast 920 kton kunstmest.